# Daisó

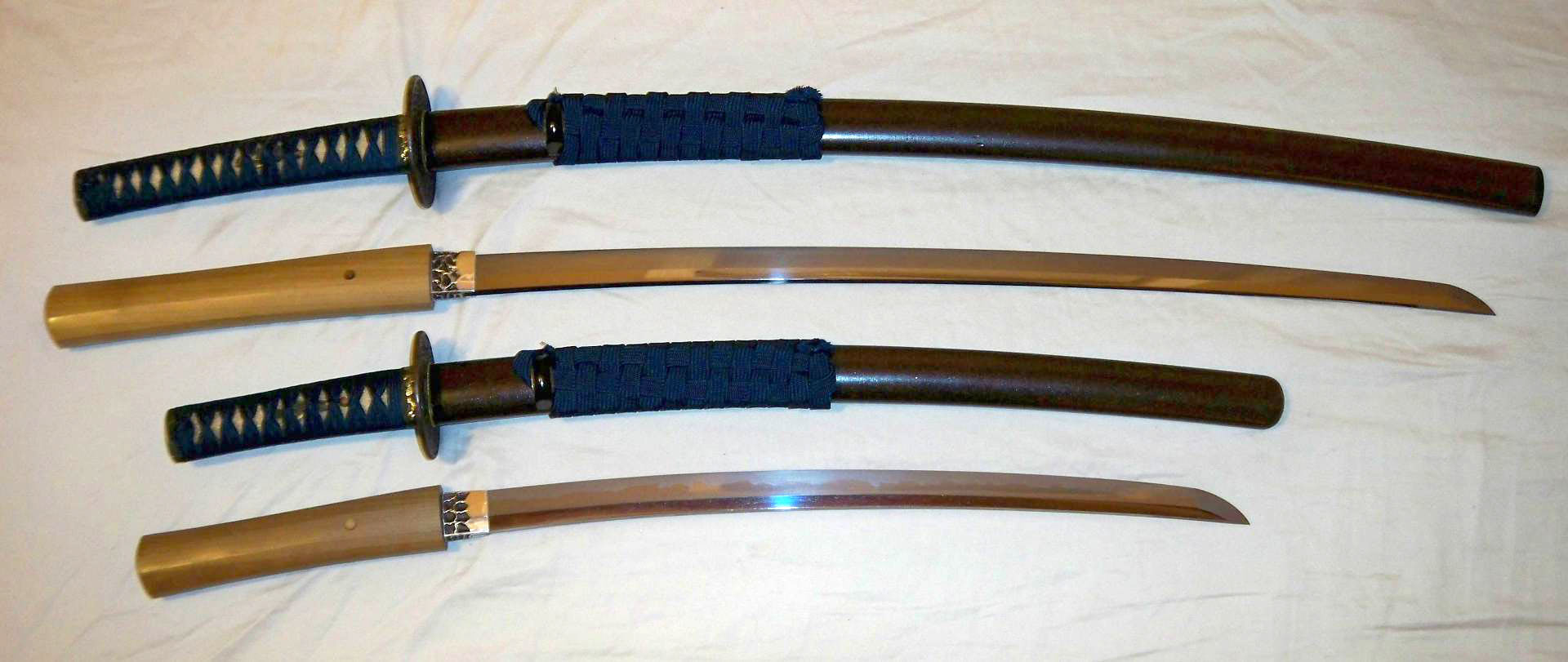
Antik japán daisó, egymáshoz illő díszítésben

Daisó (大小 , szó szerint nagy-kicsi) egy japán kifejezés a szamurájok által hordott hosszú kard (katana) és rövid kard (vakizasi) együttesére a feudális Japánban.

## Leírás
A ‘daisó’ a ‘daitó’ és a ‘sótó’ szavakból áll össze. A daitó jelentése hosszú kard, a sótó jelentése rövid kard. A daisó általában egy katana és egy vakizasi egymáshoz illő a díszítésükben (kosirae), de eredetileg bármely hosszú kard és egy rövid ucsigatana párosa volt. A katana és vakizasi párosítás nem az egyetlen daisó kombináció, minden hosszabb kard egy tantóval párosítva daisónak mondható. A daisó végül két kardot jelentett aminek egyezett a díszítése. Egy daisó lehetett olyan két kard is, amit egy kovács készített, de ez elég ritka volt, mivel ez nagyobb költséget jelentett volna a szamurájoknak.

## Története

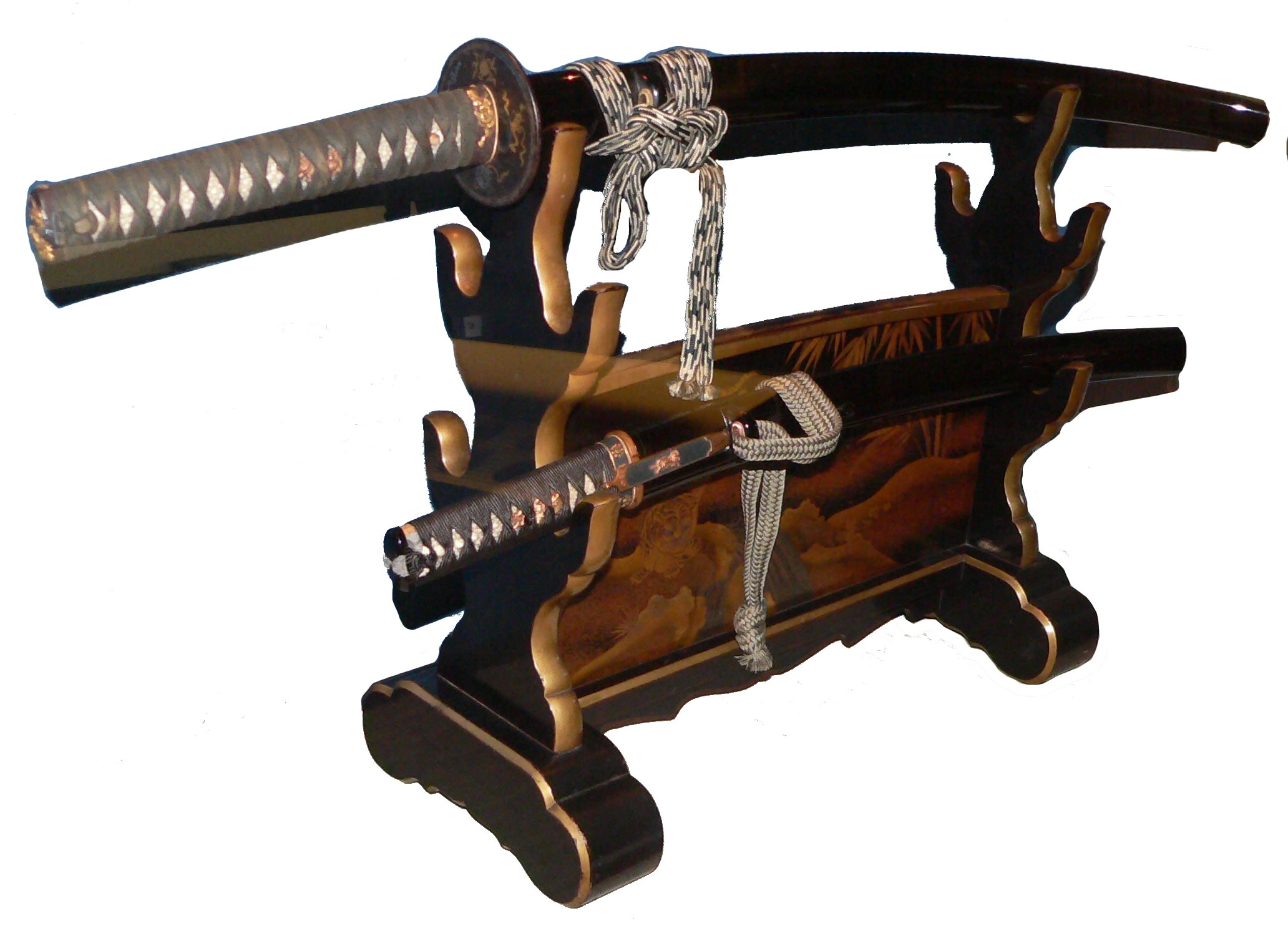
Egy Edo-kori daisó az állványán. A hosszú kardot általában a felső tartóra és a rövidebb kardot az alsóra helyezik. Kiállításkor a kardok hegye a jobb irányba néz.

A daisó egy időben két kardot, egy rövidebbet és egy hosszabbat jelentett. Párosították a tacsit a tantóval, később az ucsigatanát párosították egy rövidebb ucsigatanával. A katana megjelenésével a szamurájok inkább vakizasit választottak a tantó helyett. Szató Kanzan az “A japán kard” című könyvében ír arról, hogy nem volt különösebb szükség a vakizasira, de mégis népszerűbb lett, mint a tantó, mert a vakizasi alkalmasabb volt a beltéri küzdelmekhez. Említést tesz arról a szokásról, hogy a katanát a kastélyok bejáratánál hagyták, míg a vakizasit maguknál hordhatták.
A daisó a Muromacsi-kor(1336-1573) vége felé lehetett igazán népszerű, mivel több lelet a 16. századra datálható. A daisó viselése a szamurájokra korlátozódott, miután Tojotomi Hidejosi 1588-ban megtiltotta a közembereknek a kardok viselését, és így a daisó a szamurájok szimbólumává vált. Egy 1629-es rendelet szerint a szamurájoknak daisót kellett hordaniuk magukkal szolgálat közben.
A legtöbb hagyományos kendzsucu iskola tanításai szerint, a szamurájok csak egy kardot használtak a küzdelmek során. A 17. század első felében, a híres kardforgatónak, Mijamoto Muszasinak köszönhetően elterjedt az egykezes harcmodor, ami lehetővé tette, hogy a daisó mindkét kardját használhassák a harcosok a csaták közben. Ezt a technikát nitókennek hívták, és az egyik fő eleme a Muszasi által megalapított stílusnak, a Niten Icsi-Rjúnak.
A Meidzsi-korban, 1871-ben egy rendelettel eltörölték azt a követelményt miszerint a szamurájoknak daisót kell hordaniuk és 1876-ban megtiltották a kardok viselését a legtöbb japán embernek is. A kardtilalom után nem sokkal megszűnt a szamuráj réteg.

## Galéria

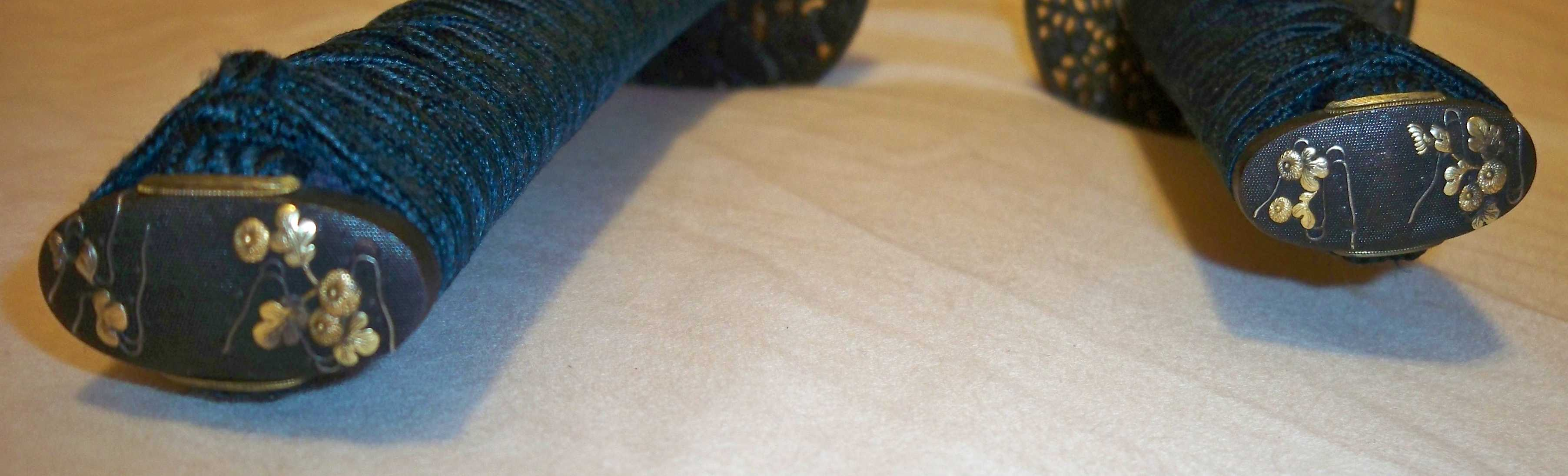
Egy antik japán daisó kasira
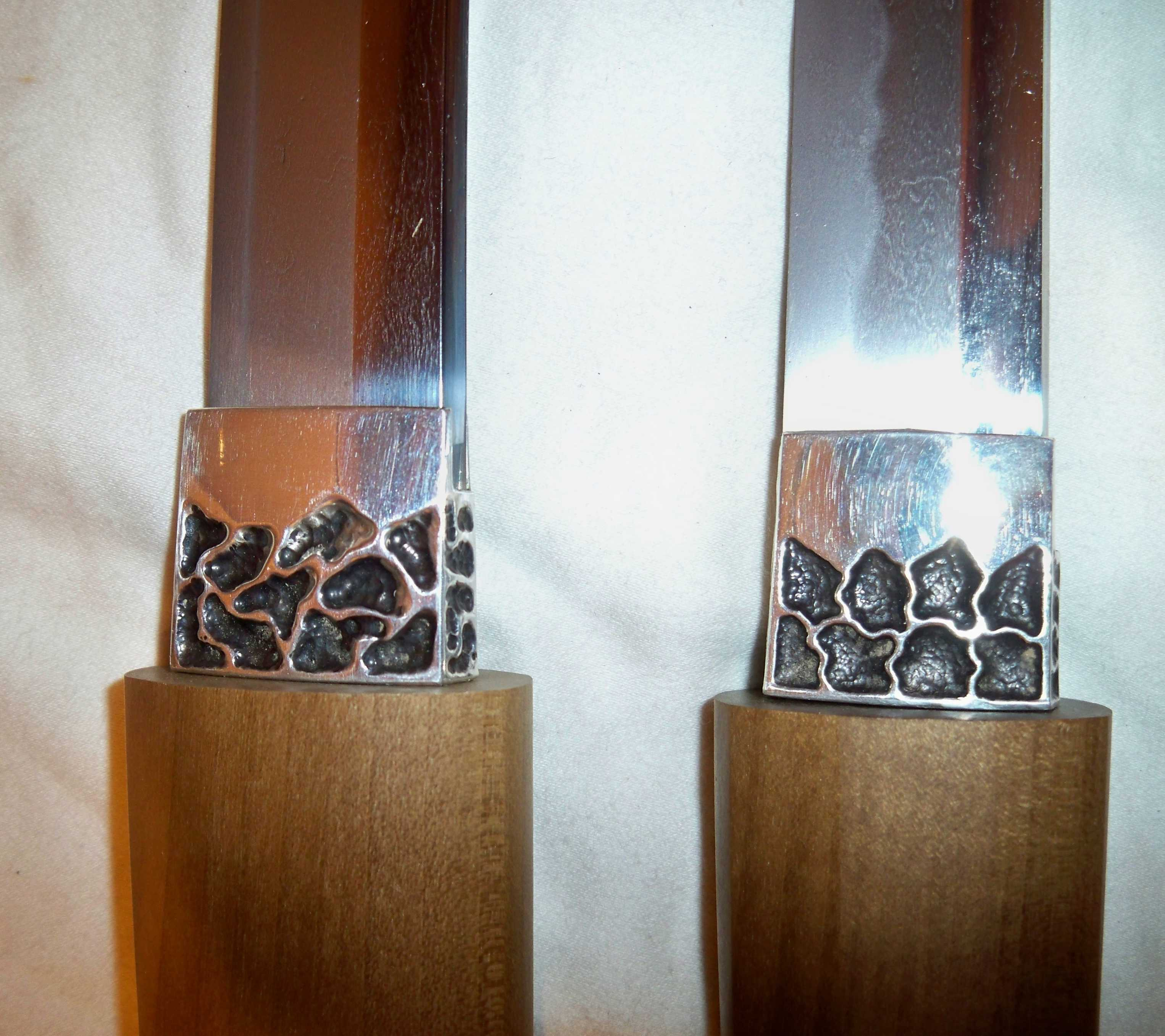
Antik japán daisó habaki
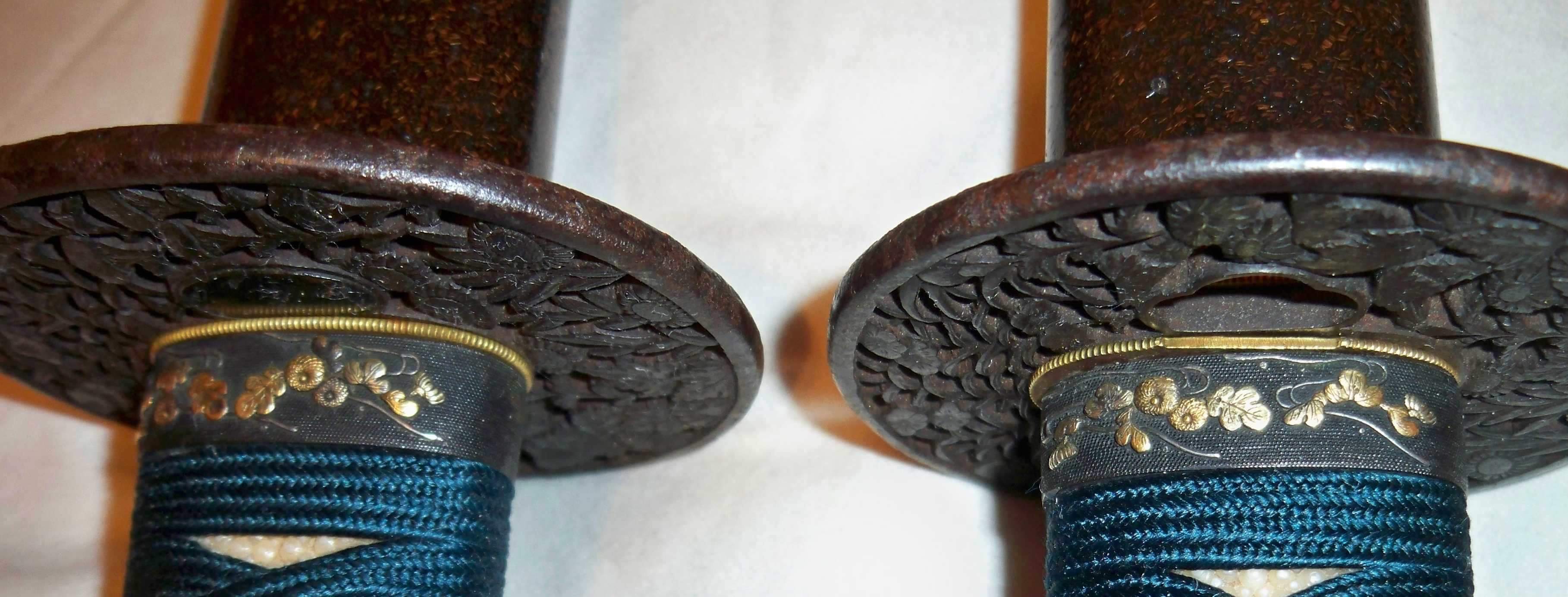
Antik japán daisó fucsi
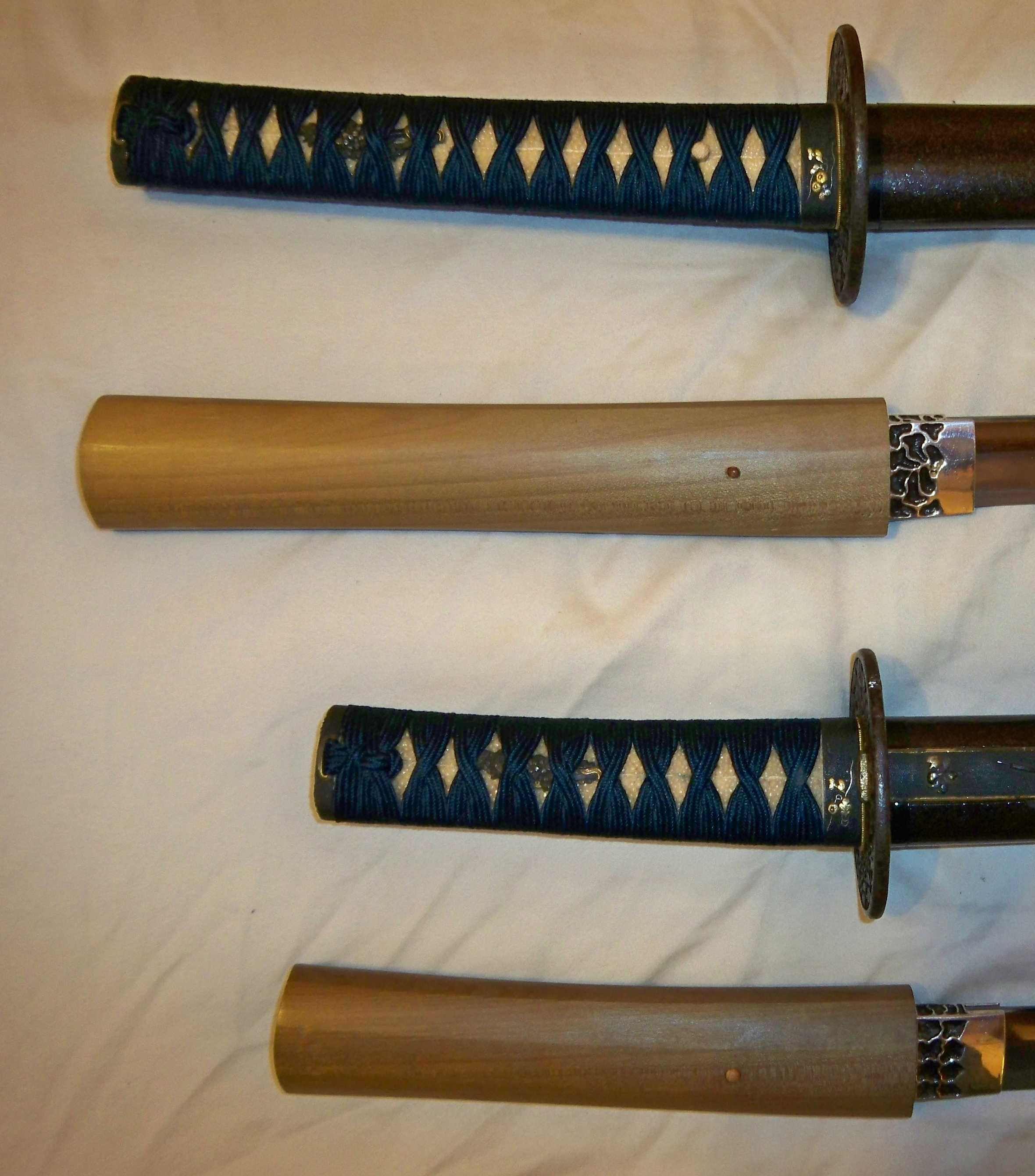
Antik japán daisó cuka
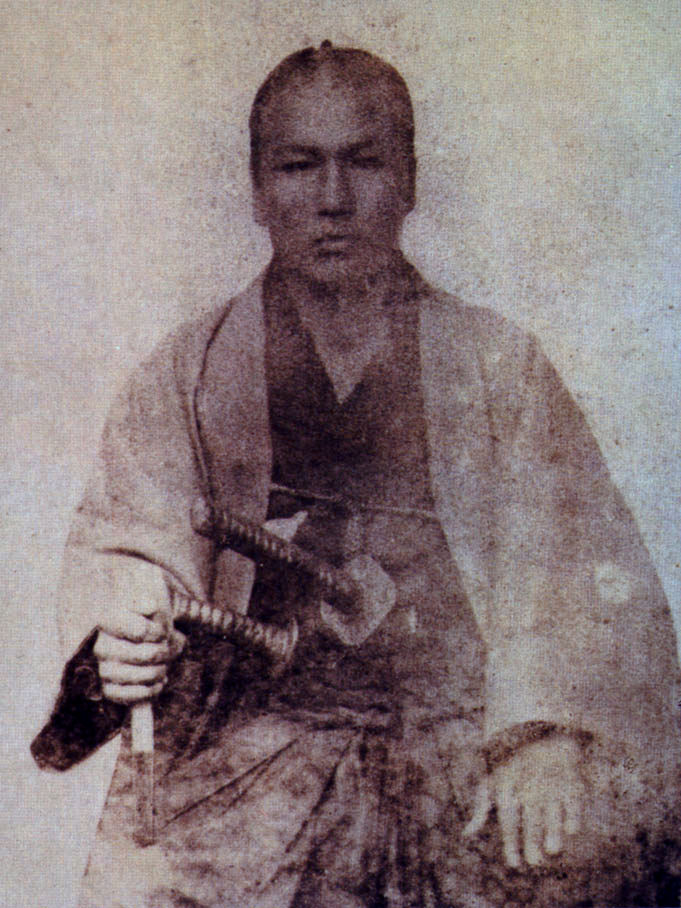
Sósuke Henmi portréja, a kardjaival (19. század)
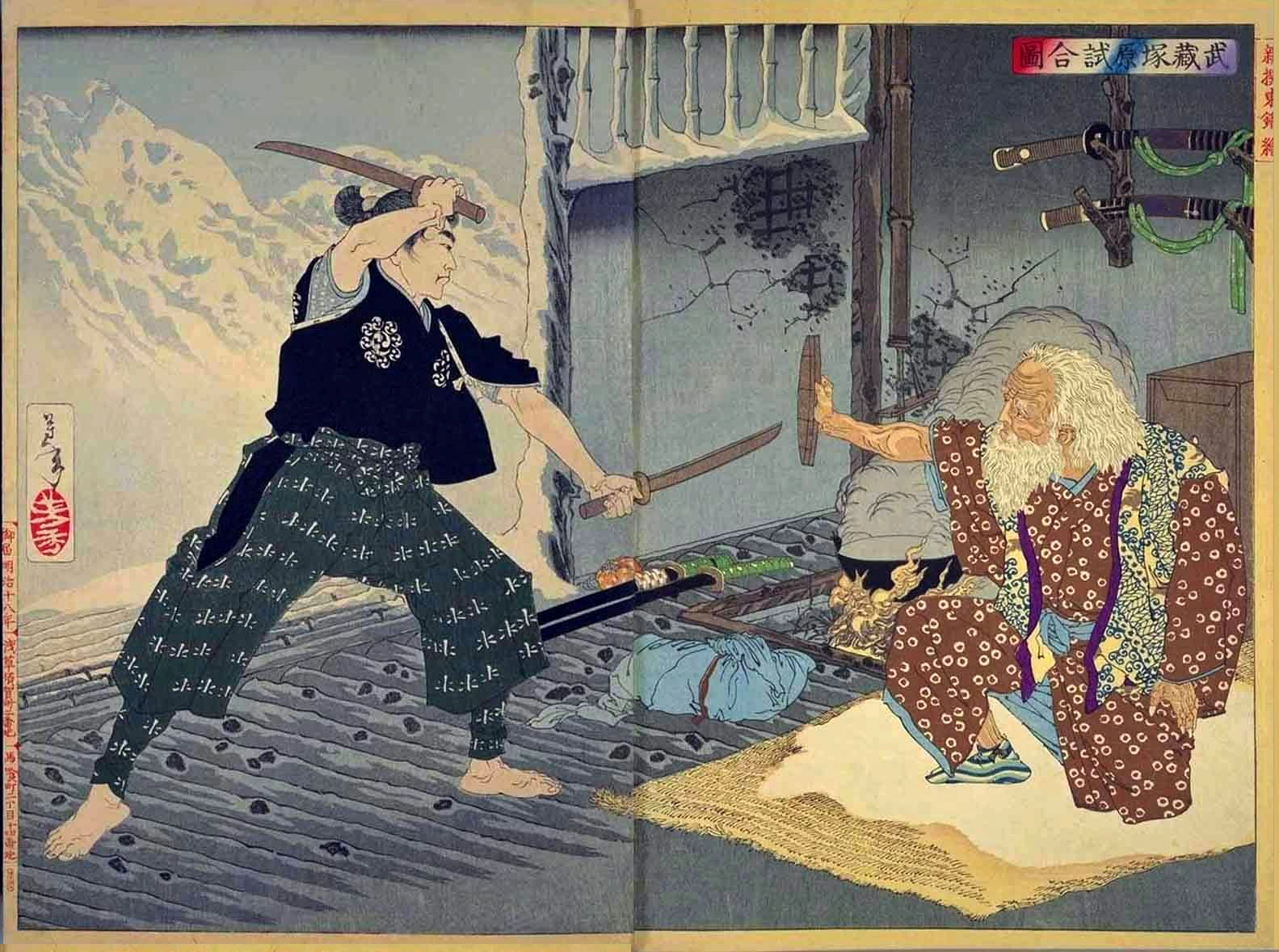
Egy kép, ami egy fiktív összecsapást ábrázol Mijamoto Muszasi és Cukahara Bokuden között.